# 比格克里克鎮區 (印第安納州懷特縣)
比格克里克鎮區（英語：Big Creek Township）是位於美國印地安納州懷特縣的一個行政鎮區。

## 地方資料
根據2010年美國人口普查的數據，比格克里克鎮區的面積為85.50平方千米，當中陸地面積為85.50平方千米，而水域面積為0.00平方千米。當地共有人口819人，而人口密度為每平方千米9.58人。